# Les Royaumes du Nord
Pour les articles homonymes, voir Northern Lights.
Les Royaumes du Nord (Northern Lights au Royaume-Uni ou The Golden Compass aux États-Unis et au Canada) est le premier tome de la trilogie À la croisée des mondes (His Dark Materials) écrite par Philip Pullman.
Il est publié au Royaume-Uni aux éditions Scholastic Ltd en 1995, puis en France aux éditions Gallimard Jeunesse en 1998 (traduction de Jean Esch). Ce tome est suivi de La Tour des anges.

## Résumé
Élevée dans le très austère Jordan College à Oxford, Lyra Belacqua accompagnée de son dæmon Pantalaimon, apprend accidentellement l'existence de la Poussière, une étrange particule élémentaire que le Magisterium (l'organe exécutif de l'Église) pense être la conséquence du Péché originel. L’Église a en effet observé que cette Poussière est moins attirée par l'innocence des enfants que par l'expérience des adultes. Des savants, avec la bénédiction de l’Église, poursuivent d'horribles expériences sur la Poussière en utilisant des enfants kidnappés dans toute l'Angleterre et envoyés dans les royaumes glacés du Grand Nord.
Lyra s'engage à la poursuite de ces kidnappeurs d'enfants, surnommés « les Enfourneurs », qui ont notamment capturé son meilleur ami Roger et d'autres enfants de sa connaissance. Elle devra d'abord échapper à Mme Coulter, une femme aussi charmante et intelligente que calculatrice et diabolique, qui l'a accueillie chez elle et tente de l'enjôler. Elle apprendra plus tard que Mme Coulter est sa mère et qu'elle joue un rôle clé dans l'enlèvement des enfants et les expériences sur la Poussière.
Après avoir fui Mme Coulter, Lyra entreprend son périple vers le Nord munie de l'aléthiomètre, un lecteur de vérité, qui lui a été transmis par le maître de Jordan College. Elle est aidée dans sa quête par l'ours en armure Iorek Byrnison, les gitans John Faa et Farder Coram, l'aéronaute texan Lee Scoresby et la sorcière Serafina Pekkala. Au début de son aventure, elle apprend que son oncle, Lord Asriel, est retenu prisonnier dans le Nord car lui aussi poursuit des recherches sur la Poussière. Sa mission aura donc un double but, libérer Roger, mais aussi son oncle. Elle apprendra plus tard que Lord Asriel n'est pas son oncle, mais son père.
Après avoir affronté de multiples dangers, avoir libéré son ami Roger et les autres enfants des savants expérimentateurs et avoir aidé Iorek Byrnison à se rétablir à la tête du royaume des ours en armure, Lyra retrouve enfin Lord Asriel. Cependant, celui-ci, obsédé par ses recherches, sacrifie Roger pour obtenir l'énergie dont il a besoin pour construire un pont vers  un autre monde à travers l'aurore. Lorsque Lyra arrive au pont, alors que Roger gît dans la neige, Lord Asriel a déjà traversé et a disparu, et Lyra décide de le suivre.